# (16695) Terryhandley
(16695) Terryhandley est un astéroïde de la ceinture principale aréocroiseur.

## Description
(16695) Terryhandley est un astéroïde aréocroiseur. Il présente une orbite caractérisée par un demi-grand axe de 2,16 UA, une excentricité de 0,36 et une inclinaison de 4,8 par rapport à l'écliptique.